# Château Le Pin
Pour les articles homonymes, voir Le Pin.
Château Le Pin, ou simplement Le Pin, est un vin de Bordeaux de l'appellation Pomerol. Ce domaine de 2,7 hectares est situé sur la rive droite de l'estuaire de la Gironde, sur la commune de Pomerol, dans le hameau de Catusseau, et son vin est souvent l'un des vins rouges les plus chers du monde.

## Histoire
Madame Laubie, dont la famille possédait la parcelle depuis 1924, a vendu le vignoble d'un hectare en 1979 au Belge Jacques Thienpont pour 1 million de francs. Le vignoble fut développé par Jacques Thienpont, dont la famille possède comme voisin Vieux Château Certan (en), et le vin était produit en petites quantités dans le sous-sol d'une ferme. La propriété s'appelait déjà Le Pin en raison d'un pin solitaire qui pousse près de la cave. En 2011, un nouveau chai, conçu par le cabinet d'architectes belge Robbrecht en Daem architecten, est inauguré, utilisant de petites cuves d'acier inoxydable et un système gravitaire pour les transferts du vin.
Château Le Pin est considéré par certains comme un précurseur des « vins de garage », bien que cette idée soit rejetée par beaucoup, y compris par les propriétaires, sur la base des mérites du terroir, et de l'absence de mesures extrêmes pour compenser des raisins médiocres.
Parfois le vin le plus cher du monde, recevant continuellement des notes élevées (en) de la part des critiques de vin et produit en très petit nombre, les bouteilles du Pin sont présentes de façon constante sur le marché des enchères de vin.
La cave est actuellement gérée par Jacques Thienpont, et de nouvelles parcelles ont été acquises.

## Production
Le vignoble s'étend sur 2,7 ha sur un sol argilo-graveleux et sablo-graveleux avec des traces ferriques, et avec comme seul cépage du merlot ; les vignes ont en moyenne 38 ans d'âge. En général, 7 000 à 8 500 bouteilles sont produites par an, bien qu'en 2003 aucun vin n'ait été produit en raison de la sécheresse et de la canicule cette année-là.